# Las Eras (Fasnia)
Las Eras es una de las entidades de población que conforman el municipio de Fasnia, en la provincia de Santa Cruz de Tenerife ―Canarias, España―.

## Toponimia
Existen cuatro hipótesis en referencia al origen del nombre del barrio. La primera alude a la posible presencia en el lugar de eras para la trilla de cereal; la segunda hace referencia a una deformación de Las Ceras, en alusión a que tradicionalmente aparecía en sus playas gran cantidad de cera de origen desconocido;  la tercera lo hace derivar del guanchismo eres, que en el habla antigua de Tenerife designaba a los pequeños charcos del fondo de los barrancos que conservaban agua de lluvia durante cierto tiempo para alivio de pastores y campesinos. Y la cuarta y última, que defienden las familias del lugar, es la de "Las Ceras", por los restos de cera que se dejaba en los riscos en las procesiones de maguas en sus ritos al sol, la lina y la fecundidad, en diferentes momentos del año, y que recoge la tradición oral de generación en generación.
Su topónimo era Las Ceras, debido a procesiones con velas de cera hecha con una sustancia gris parduzca, el ámbar gris, vómito biliar de los cachalotes que abundaban en sus aguas, sustancia muy apreciada. Los aborígenes rendían en días 
señalados del año culto al sol, la luna y la fecundidad. Las procesiones eran realizadas por mujeres vestidas con túnica  blancas, que cantaba y portaban velas. Eran las "maguas". Este topónimo perdura en las escrituras antiguas de algunas propiedades de la zona y en la tradición oral de las familias arraigadas en la misma. Enlazados a este lugar, existieron pozos de agua salobre que pudieron ser utilizados por mujeres aborígenes para el aseo, y que hoy día están tapiados bajo tierra. Se conserva el topónimo de la Playa del Pozo. Y también cuevas en la Playa Honda, con el antiguo Puerto de la Cera, punto de destino de uno de los ramales del Camino Real del Sur, que se desvía en cierto momento para conducir los pasos a ese importante puerto. En dichas cuevas se podían  observar cazoletas ceremoniales.[cita requerida]

## Geografía
Se trata de un barrio costero situado a unos siete kilómetros del casco municipal, a una altitud de 13 m s. n. m. Posee una superficie de 0,98 km².
Las Eras cuenta con una iglesia parroquial dedicada a la virgen del Carmen, una casa de la juventud, un polideportivo, plazas públicas, así como pequeños comercios, bares y restaurantes.
Gran parte de su superficie se encuentra incluida en el sitio de interés científico del Acantilado de La Hondura.

## Demografía
| Año        | 2000 | 2005 | 2010 | 2015 | 2020 |
| ---------- | ---- | ---- | ---- | ---- | ---- |
| Habitantes | 223  | 251  | 249  | 312  | 325  |

## Fiestas
En Las Eras se celebran fiestas patronales en honor a la virgen del Carmen la cuarta semana de septiembre.

## Comunicaciones
Se accede al barrio a través de la autopista del Sur TF-1.

### Transporte público
Las Eras cuenta con un servicio de transporte a la demanda, mediante microbuses, denominado Tuwawa —ofrecido por TITSA— que realiza funciones de transporte público dentro del municipio.
En guagua ―autobús― queda conectado mediante las siguientes líneas de TITSA:
| Línea | Trayecto                        | Recorrido     |
| ----- | ------------------------------- | ------------- |
| 032   | Güímar - Las Eras - La Sombrera | Horario/Línea |
| 033   | Güímar - Fasnia - La Sombrera   | Horario/Línea |

## Lugares de interés
- Playa o Callao de Las Ceras, en la desembocadura del barranco.
- Sitio de interés científico Acantilados de La Hondura